# Club Sportiv de Volei Alba-Blaj
Il Club Sportiv de Volei Alba-Blaj è una società pallavolistica femminile rumena con sede a Blaj: milita nel campionato di Divizia A1.

## Storia
Il Club Sportiv de Volei Alba-Blaj viene fondato nel 2011, frutto di una collaborazione fra il Municipio di Blaj e il Distretto di Alba. Nella stagione 2012-13 partecipa per la prima volta alla Divizia A1, massima divisione del campionato rumeno, qualificandosi per i play-off scudetto ed eliminata nei quarti di finale: raggiunge lo stesso risultato anche nell'annata seguente, venendo eliminata però nelle semifinali, ottendendo la qualificazione ad una competizione europea.
Nella stagione 2014-15 partecipa quindi alla Coppa CEV, uscendo agli ottavi di finale, ma riesce ad ottenere la prima vittoria di un trofeo, ossia lo scudetto, partecipando successivamente per la prima volta alla Champions League, uscendo nella fase a gironi. Nei due anni successivi si conferma ai vertici della pallavolo rumena, bissando il successo in campionato nelle stagioni 2015-16 e 2016-17 e conquistando la Coppa di Romania 2016-17. Nell'annata 2017-18 la formazione raggiunge il secondo posto nella coppa nazionale, in campionato e nella Champions League con la Final Four organizzata in casa.
Nella stagione 2018-19 vince nuovamente il campionato e la Coppa di Romania, aggiudicandosi un ulteriore titolo nazionale nell'annata successiva, mentre nel campionato 2020-21 conquista ancora una volta la Coppa nazionale; nella stagione 2021-22 conquista tutti e tre i titoli rumeni in palio: campionato, Coppa di Romania e, per la prima volta, la Supercoppa rumena, bissata anche nell'edizione 2023. Nell'annata 2024-25 mette in bacheca la sua quinta Coppa di Romania.

## Rosa 2021-2022
| N° | Nome              | Ruolo | Data di nascita  | Nazionalità sportiva |
| -- | ----------------- | ----- | ---------------- | -------------------- |
| 1  | Gergana Dimitrova | S     | 22 febbraio 1996 | Bulgaria             |
| 2  | Milica Ivković    | L     | 2 maggio 1994    | Bosnia ed Erzegovina |
| 3  | Nađa Ninković     | C     | 1º novembre 1991 | Serbia               |
| 5  | Sorina Miclăuș    | S     | 15 aprile 1999   | Romania              |
| 6  | Olga Strantzalī   | S     | 12 gennaio 1996  | Grecia               |
| 8  | Noemi Moldovan    | C     | 5 dicembre 2005  | Romania              |
| 9  | Viktorija Russu   | O     | 16 febbraio 1989 | Russia               |
| 10 | Iarina Axinte     | P     | 16 giugno 2005   | Romania              |
| 11 | Andra Artin       | S     | 21 febbraio 2000 | Romania              |
| 12 | Jovana Kocić      | C     | 24 febbraio 1998 | Serbia               |
| 13 | Denisa Cheluță    | O     | 6 aprile 2004    | Romania              |
| 14 | Roxana Roman      | C     | 7 giugno 1998    | Romania              |
| 15 | Andreea Ispas     | L     | 5 marzo 1990     | Romania              |
| 16 | Jovana Ćirković   | S     | 14 febbraio 2003 | Serbia               |
| 18 | Slađana Mirković  | P     | 7 ottobre 1995   | Serbia               |

## Palmarès
- Campionato rumeno: 6

2014-15, 2015-16, 2016-17, 2018-19, 2019-20, 2021-22
- Coppa di Romania: 5

2016-17, 2018-19, 2020-21, 2021-22, 2024-25
- Supercoppa rumena: 2

2021, 2023